# Progresul Briceni
FC Progresul Briceni a fost un club de fotbal din Briceni, Republica Moldova. Clubul a fost fondat în 1992 ca FC Vilia Briceni, iar în 1994 a fost redenumit în FC Progresul Briceni. Echipa a petrecut 3 sezoane în Divizia Națională, înainte de a se desființa în 1996.

## Palmares
- Divizia "A"

Câștigătoare (1): 1992-93